# Постмодерністська філософія
Постмодерністська філософія — це філософська течія, яка займає критичну позицію стосовно деяких фундаментальних положень західної філософії, особливо Просвітництва. Вона вказує на важливість владних відносин, персоналізації та дискурсу в "конструюванні" істин і світоглядів. Постмодерністські філософи відкидають існування об'єктивної реальності та існування об'єктивних моральних цінностей.
Постмодерністська філософія часто скептично ставиться до простих бінарних опозицій, характерних для структуралізму. Вона вказує на проблему чистого і спрощеного розрізнення різних протилежностей: знання від незнання, соціального прогресу від занепаду, панування від підкорення, доброго від поганого, наявного від відсутнього. Постмодерністська філософія також має дуже тісний зв'язок з критичною теорією.

## Характеристика
За словами Брайана Дуньяна з Британської енциклопедії, багато постмодерністських тверджень є свідомою відмовою від певних цінностей, що сягають корінням у Просвітництво 18 століття. Постмодерністи можуть стверджувати, що не існує природної об'єктивної реальності, а логіка і розум є лише концептуальними конструкціями, які не мають універсального значення. Дві інші характерні антипросвітницькі позиції постмодернізму - це заперечення існування людської природи та скептицизм щодо того, що наука і технології змінять суспільство на краще. Постмодерністи також вважають, що не існує об'єктивних моральних цінностей. Постмодерністські праці часто зосереджені на деконструкції ролі, яку відіграють влада та ідеологія у формуванні дискурсу. Постмодерністська філософія має онтологічну схожість з класичними скептичними та релятивістськими системами вірувань. Вона також має політичну схожість з політикою ідентичності.

## Проблеми з визначенням
Філософ Джон Деллі стверджує, що передчасно називати таких мислителів, як Дерріда та інші, постмодерністами. Якщо ці "постмодерністи" ретельно дотримуються сучасної тенденції ідеалізму, то ми маємо справу з ультрамодернізмом, а не з постмодернізмом чи чимось іншим. Для того, щоб постмодернізм відповідав своїй назві, він не повинен більше обмежуватися домодерною заклопотаністю "речами" або сучасним розмежуванням "ідей", але повинен прийти до термінів у спосіб, що є символічним для семіотичних доктрин таких мислителів, як португальський філософ Жоао де Санто Томас та американський філософ Чарльз Сандерс Пірс. Деллі пише:
Епоха грецької та латинської філософії ґрунтувалася на "бутті" в досить точному сенсі: існуванні, здійснюваному речами незалежно від людського розуміння і ставлення. Багато коротших епох сучасної філософії ґрунтувалися на інструментах людського пізнання, але в такий спосіб, що надмірно компрометували буття. Із закінченням двадцятого століття є підстави вважати, що разом із новим століттям починається нова філософська епоха, яка обіцяє стати найбагатшою епохою в історії людського розуміння. Епоха постмодерну покликана синтезувати вищий рівень - рівень досвіду, де буття речей і діяльність кінцевого пізнавача взаємопроникають і дають матеріал, з якого можуть бути виведені знання про природу і знання про культуру в їх повному симбіозі. Епоха постмодерну має своїм особливим філософським завданням відкриття нового шляху, вже не античного шляху речей чи сучасного шляху ідей, а шляху знаків, завдяки якому пагорби і долини античності і сучасності можуть бути досліджені і оброблені поколінням, яке має ще більше вершин для підкорення і долин для віднайдення.

## Історія

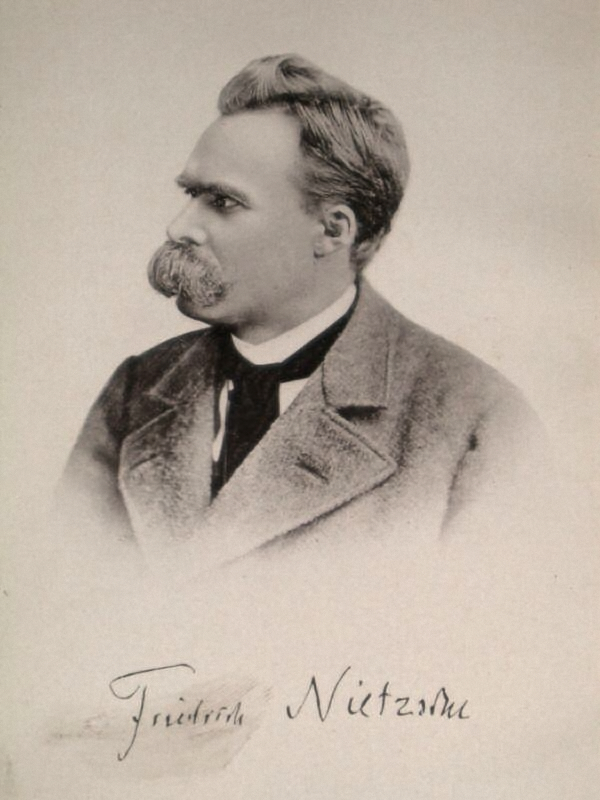
Один із предтеч постмодерністської філософії, Фрідріх Ніцше.

### Попередники
Якщо про постмодернізм говорять з 1940-х років, то постмодерністська філософія виникла лише трохи пізніше, у другій половині 20-го століття. Втім, багато тем постмодерністська філософія вже отримала від своїх попередників.
Вона зазнала значного впливу праць Серена К'єркегора та Фрідріха Ніцше у 19 столітті, а також філософів першої половини 20 століття, зокрема феноменологів Едмунда Гуссерля та Мартіна Гайдеґґера, психоаналітика Жака Лакана, структураліста Ролана Барта та пізніх робіт Людвіга Вітґенштайна. Постмодерністська філософія також спиралася на світ мистецтва та архітектури, зокрема на Марселя Дюшана, Джона Кейджа, архітектуру Лас-Вегаса та Центру Помпіду.

### Філософи раннього постмодерну
Найвпливовішими постмодерністськими філософами були Жан Бодріяр, Жан-Франсуа Ліотар і Жак Дерріда. Часто до них відносять Мішеля Фуко, хоча сам він відкидав цей ярлик. Він стверджував, що знання виробляється на основі влади та принципово змінюється в різні історичні періоди.
Ліотар був значною мірою стурбований роллю наративу в людській культурі, і частково тим, як ця роль змінилася, коли ми перейшли від модерну до "постіндустріального" або постмодерного стану. Він стверджував, що сучасні філософські течії легітимізують свої претензії не на логічних чи емпіричних підставах, а на основі отриманих наративів або так званих метанаративів. Він також стверджував, що в умовах постмодерну ці метанаративи більше не можуть легітимізувати претензії. Дійсно, Ліотар визначив постмодернізм як недовіру до метанаративів. Він припустив, що в результаті краху сучасних метанаративів люди створюють нову "мовну гру", яка не прагне створити абсолютні істини, а скоріше оспівує світ постійно мінливих відносин (як між людьми один до одного, так і між людьми до світу).
Дерріда, батько деконструкції, практикував філософію як форму текстуальної критики. Він критикував західну філософію за те, що вона надає перевагу поняттю присутності та вимовленому слову (логосу) над відсутністю та письмовим словом.